# Bnej Atarot
Bnej Atarot (hebrejsky בְּנֵי עֲטָרוֹת, doslova „Synové Atarotu“, v oficiálním přepisu do angličtiny Bene Atarot, přepisováno též Bnei Atarot) je vesnice typu mošav v Izraeli, v Centrálním distriktu, v Oblastní radě Chevel Modi'in.

## Geografie
Leží v nadmořské výšce 51 metrů v hustě osídlené a zemědělsky intenzivně využívané pobřežní nížině, nedaleko od jižního okraje Šaronské planiny. Na jihozápadním straně obec míjí vádí Nachal Jehud.
Obec se nachází 15 kilometrů od břehu Středozemního moře, cca 15 kilometrů východně od centra Tel Avivu a cca 87 kilometrů jižně od centra Haify. Leží v silně urbanizovaném území, na východním okraji aglomerace Tel Avivu, jejímiž východními výspami jsou zde města Savijon a Jehud-Monoson. 5 kilometrů na severu je to pak město Petach Tikva. 2 kilometry jihozápadním směrem od mošavu leží Ben Gurionovo mezinárodní letiště. Bnej Atarot obývají Židé, přičemž osídlení v tomto regionu je etnicky převážně židovské.
Bnej Atarot je na dopravní síť napojen pomocí dálnice číslo 40. Z té tu obočuje k západu, do Tel Avivu, silnice číslo 461. K východu pak vede místní silnice číslo 4613. Východně od mošavu prochází železniční trať z Lodu do Kfar Saba, která ale v tomto úseku není využívána pro osobní přepravu.

## Dějiny

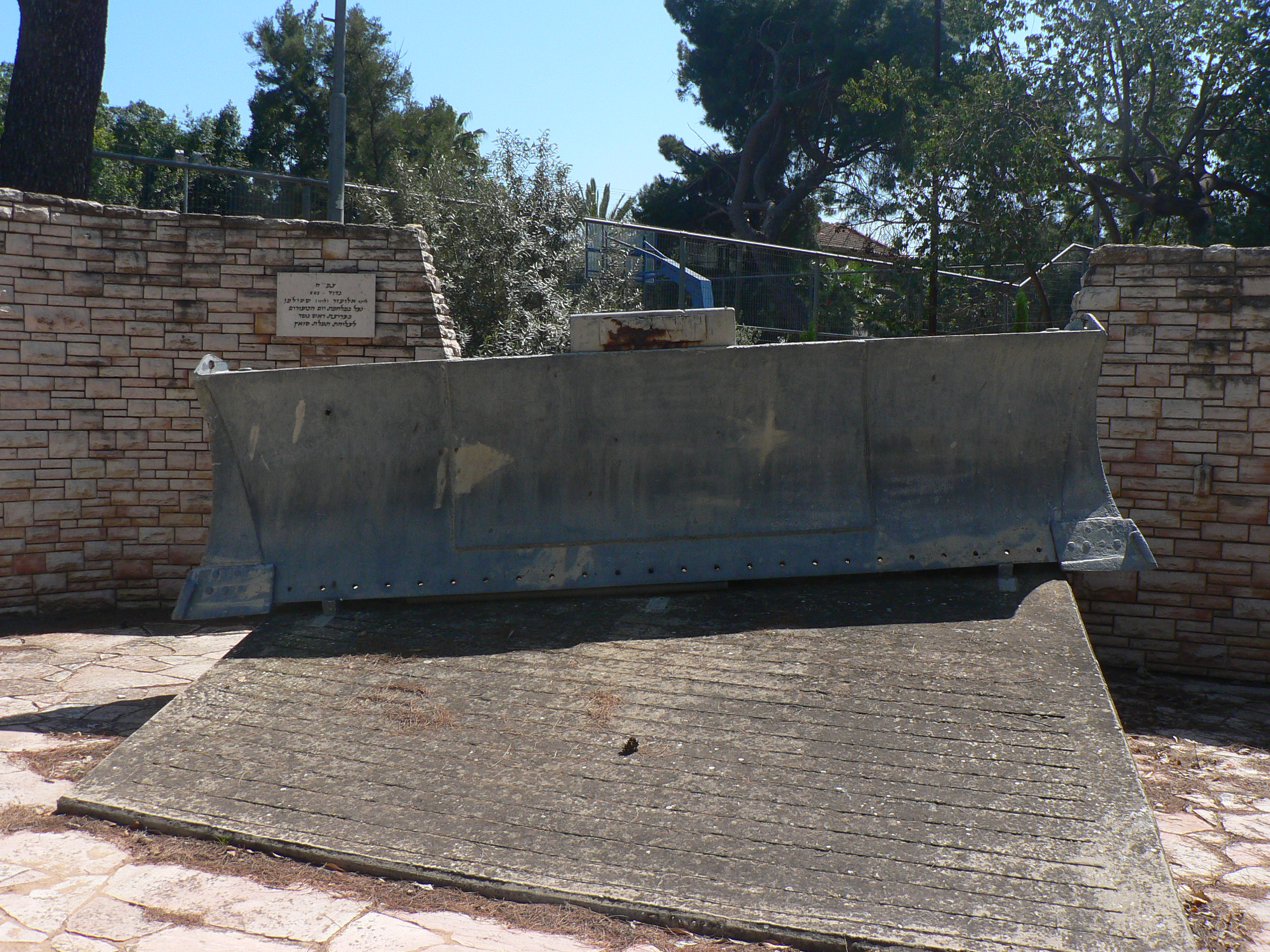
Pomník obětem války v Bnej Atarot

Bnej Atarot se nachází na místě zemědělské osady Wilhelma, založené v roce 1902 členy německé protestantské sekty templeři a pojmenované na počest Viléma II. Během druhé světové války byli němečtí osadníci v mandátu Palestina jako příslušníci nepřátelského národa internováni a deportováni Brity.
Nynější mošav Bnej Atarot byl na místě vysídlené Wilhelmy založen v roce 1948. Toto území dobyla izraelská armáda během Operace Danny v červenci a srpnu 1948. Mošav osídlili obyvatelé opuštěné židovské vesnice Atarot severně od Jeruzalému, která byla zničena arabskou legií během války za nezávislost a její osadníci se museli vystěhovat. Kromě nich se dočasně v bývalé Wilhelmě usadili i evakuovaní židovští obyvatelé z vesnic Nechalim (v Horní Galileji) a Be'erot Jicchak (v Negevu), kteří si pak roku 1952 založili stejnojmenné samostatné vesnice severně odtud.
Bnej Atarot si zachoval zemědělský charakter včetně souboru architektury původních usedlostí, které vykazují německou (středoevropskou) inspiraci. Blízkost metropolitní oblasti Tel Aviv vedla k suburbanizaci a zemědělský charakter obce se postupně snižuje. Stojí tu 66 původních rodinných farem. Na severovýchodním okraji mošavu byla koncem 90. let vystavěna nová rezidenční čtvrť skládající se z rodinných domů. V nedávné době vedla blízkost Ben Gurionova letiště k tomu, že se někteří obyvatelé odstěhovali kvůli přílišnému hluku.
Správní území obce dosahuje 4000 dunamů (4 kilometry čtvereční). Místní ekonomika je založena na zemědělství. V mošavu se nachází pomník obětem války za nezávislost.

## Demografie
Podle údajů z roku 2014 tvořili naprostou většinu obyvatel v Bnej Atarot Židé (včetně statistické kategorie „ostatní“, která zahrnuje nearabské obyvatele židovského původu ale bez formální příslušnosti k židovskému náboženství).
Jde o menší obec vesnického typu s dlouhodobě stagnující populací, která ale po roce 2008 prudce narůstá. K 31. prosinci 2014 zde žilo 979 lidí. Během roku 2014 populace stoupla o 2,7 %.
| Rok            | 1948 | 1961 | 1972 | 1983 | 1995 | 2001 | 2003 | 2004 | 2005 | 2006 | 2007 | 2008 | 2009 | 2010 | 2011 | 2012 | 2013 | 2014 |
| -------------- | ---- | ---- | ---- | ---- | ---- | ---- | ---- | ---- | ---- | ---- | ---- | ---- | ---- | ---- | ---- | ---- | ---- | ---- |
| Počet obyvatel | 123  | 264  | 288  | 392  | 468  | 422  | 414  | 416  | 419  | 380  | 395  | 388  | 838  | 882  | 929  | 921  | 953  | 979  |